# Claude Brossette
Ne doit pas être confondu avec Claude Brosset.
Pour les articles homonymes, voir Brossette.
Claude Julien Brossette, seigneur de Varennes Rapetour, né le 7 novembre ou 8 novembre 1671 à Theizé, et mort à Lyon le 18 juin 1743, est un avocat lyonnais et un homme de lettres français.

## Biographie
Claude Brossette fut avocat au parlement de Paris puis avocat général aux cours de Lyon ; administrateur de l'Hôtel-Dieu (1722-1724), recteur de l'Hôpital de la Charité de Lyon en 1727, puis échevin de la ville de Lyon (1730-1731). Il fut, en 1700, l'un des fondateurs de l'Académie des sciences, belles-lettres et arts de Lyon. Il épouse, en 1706, à l'âge de 35 ans, Marguerite Chavagny. Ils auront 2 fils et 2 filles mais son épouse mourra en 1716. Ils logèrent non pas à Rapetour mais essentiellement dans la maison du village appelée Beauvallon. On a de lui des ouvrages de droit, des éditions de Nicolas Boileau (1716-1717) et de Mathurin Régnier (1729). Il avait entretenu avec Boileau de 1699 à 1710 une correspondance suivie, qui a été publiée par François Louis Cizeron Rival en 1770. 

## Personnalité
Quoique la personnalité de l'avocat Claude Brossette soit aujourd'hui totalement oubliée hors des spécialistes, elle reste exemplaire de ces lettrés et académiciens de province qui ont contribué à donner au XVIIIe siècle sa physionomie de siècle des Lumières.
Interlocuteur des plus grands auteurs  de la fin du XVIIe et du  XVIIIe siècle, de Malebranche à Voltaire,  il bénéficia d'une bonne notoriété dans la République des lettres et chez les juristes  ; dont témoigne une riche correspondance en partie inédite. Car Brossette ne fut pas seulement un membre réputé du barreau lyonnais  et un philanthrope, administrateur de l’Hôtel-Dieu, puis recteur de l’hôpital de la Charité à Lyon. Il fut également fondateur et secrétaire perpétuel pendant quatre décennies de l'Académie de Lyon, un de ces académiciens provinciaux qui étendaient l'activité de la République des lettres au-delà du centre parisien. C'est une Académie similaire, celle de Dijon, qui permit à Jean-Jacques Rousseau d'écrire sa première œuvre majeure et de se faire connaitre, en répondant à un concours en 1751.
On a conservé de Claude Brossette, en plus de ses éditions de poètes, des lettres avec des notables érudits (François Bottu de La Barmondière Saint-Fonds, Laurent Dugas), une correspondance avec Boileau et une correspondance moins connue avec le poète lyrique Jean-Baptiste Rousseau, qui illustrent cette activité de passeur ; autant de documents pour comprendre le fonctionnement de la littérature en dehors de Paris et dans les cours européennes. Le détail de cette vie riche et emplie par l'amour des lettres a été relaté par François-Louis Cizeron-Rival, possesseur des papiers de Brossette, qui a donné la première édition de ses lettres avec Boileau. Selon le chercheur Samy Ben Messaoud, l'exploitation historique de ses archives reste à faire et serait une source appréciable pour comprendre non seulement la vie culturelle lyonnaise, mais les champs symboliques des juristes, des parlementaires et des lettrés du XVIIIe siècle.

## Publications
- Histoire abrégée ou Éloge historique de la ville de Lyon, suivi de Nouvel éloge historique de la ville de Lyon (1711).

### Correspondance
- Correspondance de Jean-Baptiste Rousseau et de Brossette, Paris, Société nouvelle de librairie, 1910-1911, 2 vol., édité par Paul Bonnefon [lire en ligne].
- Correspondance entre Boileau Despréaux et Brossette, Paris, J. Techener, 1858, XXXII-605 p., édité par Auguste Laverdet lire en ligne sur Gallica.
- Trente lettres inédites de Claude Brossette à Monsieur de Saint-Fonds, Villefranche, imp. du Réveil du Beaujolais, 1930, 66 p. édité par L. de Longevialle.

## Pour approfondir